# Feldkirchen (Kärnten)
Feldkirchen (Kärnten) – stacja kolejowa w Feldkirchen in Kärnten, w kraju związkowym Karyntia, w Austrii. Znajdują się tu 2 perony.